# Fikri Muhammad Fikri Isa
Fikri Muhammad Fikri Isa (Fekry Mohamed Fekry Eissa, arab. فكري محمد فكري سالم السيد عيسى; ur. 1 października 2003) – egipski zapaśnik walczący w stylu klasycznym. Srebrny medalista mistrzostw arabskich w 2022. Trzeci na MŚ juniorów w 2023. Mistrz Afryki juniorów w 2022 i 2023 roku. 